# Sergej Isakov
Sergej Gennadievič Isakov (in russo Сергей Геннадиевич Исаков?; Almaty, 30 settembre 1952 – 1º aprile 2002) è stato uno schermidore sovietico, vincitore di una medaglia d'oro, una d'argento ed una di bronzo ai campionati mondiali di scherma.